# Kolín

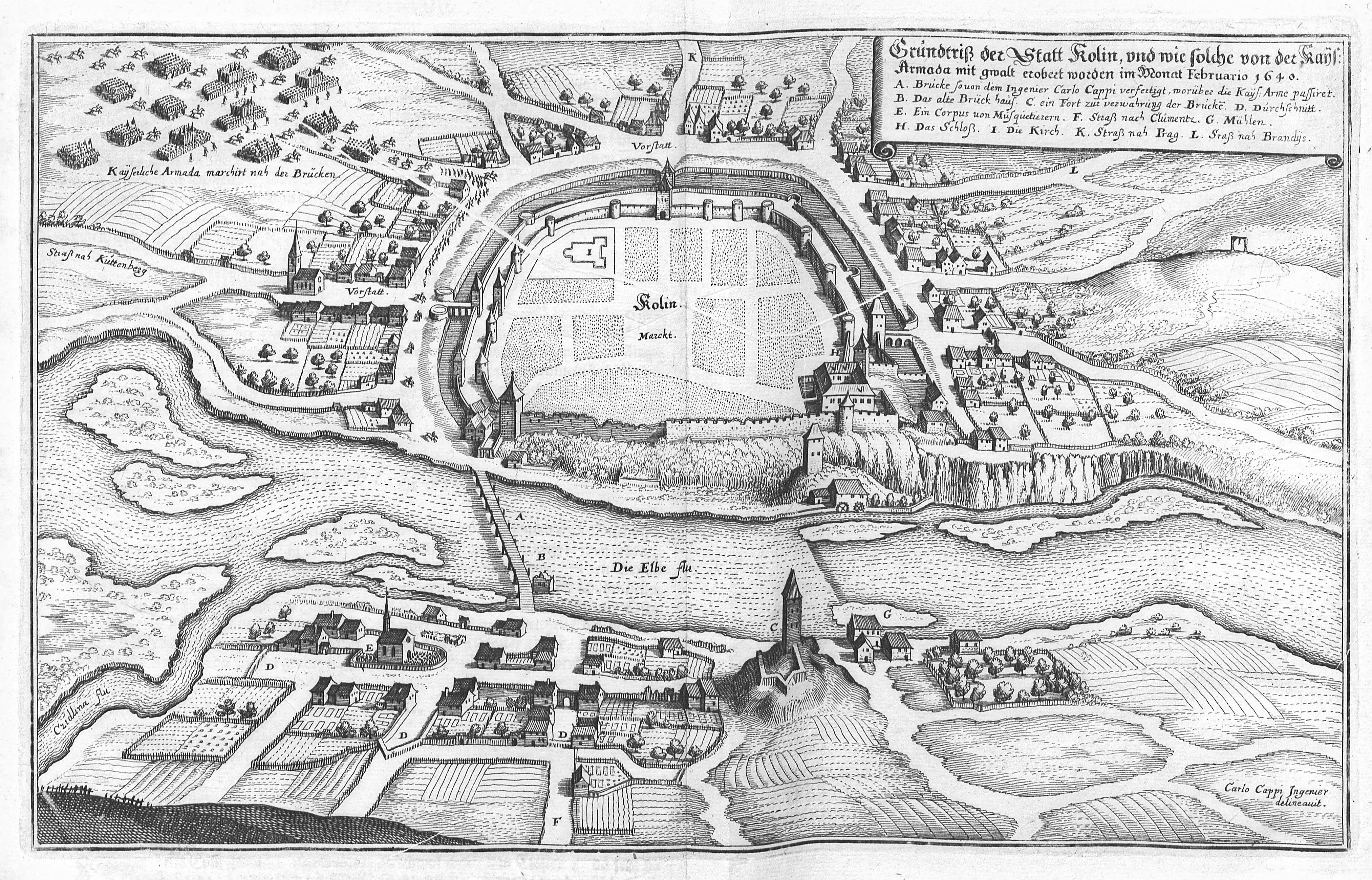
Grundriss 1650

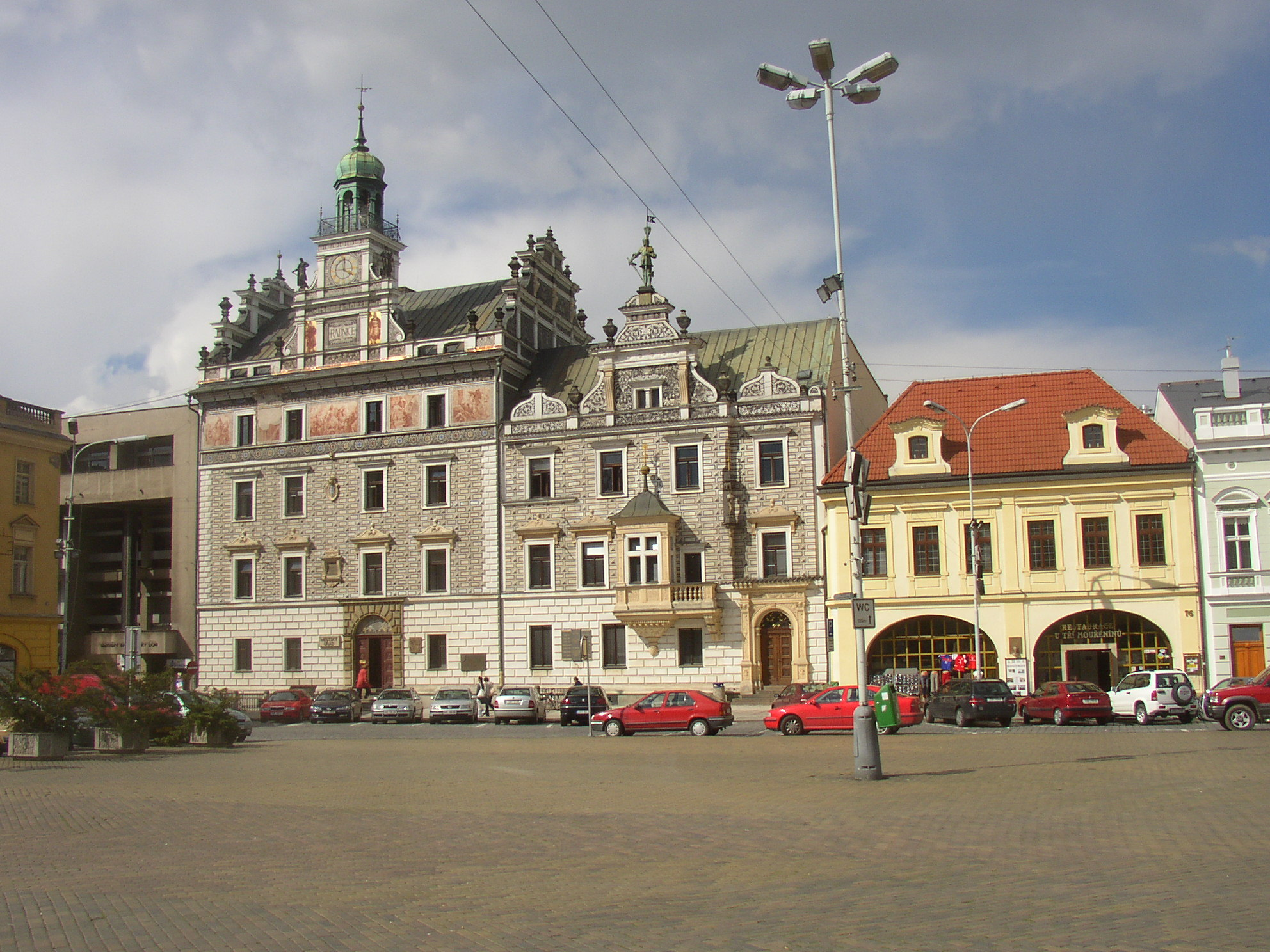
Rathaus von 1494, 1887–1889 historistisch restauriert

Kolín anhörenⓘ (deutsch Kolin, älter auch Köln, Cölln, Neu-Kolin bzw. Collin) ist eine tschechische Stadt in der mittelböhmischen Region, knapp 60 km östlich von Prag. Die Stadt liegt an der Elbe sowie an einem wichtigen Eisenbahnknoten. Bis 1995 endete hier die Elbschifffahrt.

## Geographie
Kolín befindet sich am linken Elbufer in der Středolabské tabule (Tafelland an der mittleren Elbe). In der Stadt kreuzen sich die Bahnstrecken Česká Třebová–Praha und Znojmo–Nymburk, außerdem führt eine Nebenstrecke nach Čerčany. Durch die Stadt führt die Staatsstraße I/38 zwischen Čáslav und Nymburk, von der am westlichen Stadtrand die I/12 nach Prag abzweigt.

## Geschichte
Gegründet durch den böhmischen König Ottokar II. Přemysl, fand die Stadt ihre erste Erwähnung im Jahre 1261. Unter den Königen Karl IV. und Wenzel IV. erhielt die Stadt zahlreiche Privilegien und prosperierte beträchtlich. Sie gehörte zu den bedeutendsten Königsstädten in Böhmen. Im Jahre 1437 wurde hier eine Burg errichtet, die später zu einem Schloss und einer Brauerei umgebaut wurde. Bedřich von Strážnice verkaufte 1458 die Herrschaft Kolín dem böhmischen König Georg von Podiebrad. 1472 erbte dessen Sohn Viktorin von Münsterberg die Kolín. Dieser überließ die Herrschaft 1475 seinem Bruder Heinrich der Jüngere, der sie noch im selben Jahre dem Matthias Corvinus überließ, der Kolín zu seinem böhmischen Stützpunkt wählte. Bis 1477 waren in der ganzen Herrschaft ungarische Truppen stationiert. Entsprechend einem mit Vladislav II. geschlossenen Vergleich fiel Kolín 1487 der Böhmischen Krone zu und wurde Sitz eines königlichen Kreishauptmanns. Später wurde die Herrschaft verpfändet und gehörte u. a. von 1531 bis 1536 den Pernsteinern. 1556 überließ Ferdinand I. Kolín seinem Feldherrn Karl von Zierotin als Pfand. Dessen Sohn Kaspar Melchior verkaufte die Herrschaft 1591 an Kaiser Rudolf II. 1611 erhielt Wenzel Graf Kinsky Kolín von Matthias II. als Dankgeschenk für die Unterstützung beim Sturz seines Bruders. Kinsky fiel wenig später bei Kaiser Matthias in Ungnade und wurde 1615 zum Tode und Verlust seiner Güter verurteilt. Er floh nach Krakau und wurde später zu lebenslangem Kerker begnadigt. 1618 kehrte er nach Böhmen zurück und konnte die Herrschaft Chlumetz wiedererlangen. Die Herrschaft Kolín wurde 1628 an die Herrschaft Podiebrad angeschlossen. Zwischen 1705 und 1745 war die Herrschaft an das Erzstift Salzburg verpfändet. 1750 wurde in Kolín wieder ein Burgvogt ansässig, der dem Hauptmann von Poděbrady untergeordnet war.
Am 18. Juni 1757 schlugen die Österreicher in der Schlacht bei Kolin preußische Truppen unter Friedrich dem Großen. Im Zuge der josephischen Reformen erfolgte die Aufhebung aller fünf zur Herrschaft Kolín gehörigen Höfe, und die Ländereien wurden aufgeteilt. Die verbliebenen Güter der Herrschaft wurden 1827 an den aus Wallern stammenden Textilfabrikanten Jacob Veith verkauft, der durch die Produktion von Pikeewaren sehr reich geworden war. Nach seinem Tod 1833 trat sein Sohn Wenzel († 1852) das Erbe an, zu dem insgesamt drei Herrschaften gehörten. Nach der Aufhebung der Patrimonialherrschaft wurde Kolín 1850 zum Sitz eines Bezirkes. Veiths Erben verkauften die Güter in Kolín 1862 an Franz Horsky, der 1870 eine Zuckerfabrik gründete. Sein Enkel Adolf Richter ließ 1894 die 10,6 km lange schmalspurige Kolíner Rübenbahn bauen, die von der Zuckerfabrik zum Franzenshof und über Býchory zum Eleonorenhof führte. 1922 stellte die Zuckerfabrik den Betrieb ein. Ab 1935 produzierten die Kaliwerke AG Zyklon B für die Degesch GmbH. Die Rübenbahn wurde 1966 stillgelegt und teilweise abgebaut.

## Stadtgliederung
Kolín besteht aus zehn Ortsteilen: und 40 Grundsiedlungseinheiten (ZSJ)
- Kolín I – das historische Zentrum: ZSJ: Kolín-historické jádro I
- Kolín II – die Prager Vorstadt im Westen, mit der größten Siedlung und den meisten Einwohnern der Stadt: ZSJ: Kolín-historické jádro II, Kouřimské Předměstí I, Peklo, Pražská, Pražské Předměstí, U pražské silnice, U vodárny und Západní pole
- Kolín III – die Kauřimer Vorstadt und Kaisersdorf im Süden: ZSJ: Husovo náměstí, Kolín-historické jádro III, Kouřimské Předměstí II, Nemocnice, Roháčova, U nemocnice und Václavská
- Kolín IV – die Kuttenberger Vorstadt im Osten, mit Bahnhof und Busbahnhof: ZSJ: K Polepům, Kolín-historické jádro IV, Královská cesta, Kutnohorská, Nádraží, Ovčačka, Průmyslový obvod-jihovýchod, Přední rybník und U Jána
- Kolín V – die Elbe-Vorstadt, die flächenmäßig größte Vorstadt am rechten Elbufer: ZSJ: Borky, Na hanině, Průmyslový obvod-sever, Sendražice-průmyslový obvod (anteilig), Staré Labe, Třídvorská und Zálabí
- Kolín VI – die Štítary-Vorstadt bzw. Vejfuk, ein Villenviertel aus der Zwischenkriegszeit: ZSJ: Na Výfuku
- Sendražice (Sendraschitz) – 1986 eingemeindet: ZSJ: K Ovčárům, Sendražice und Sendražice-průmyslový obvod (anteilig)
- Šťáralka – Siedlung am südöstlichen Stadtrand: ZSJ: Šťáralka
- Štítary (Tschitern[6]) – bis 1961 eigenständige Gemeinde, mit archäologischen Funden aus der Keltenzeit und Bronzezeit: ZSJ: Na kopci, Štítarská pole und Štítary
- Zibohlavy (Zibohlaw) – 1988 eingemeindet: ZSJ: Zibohlavy

Das Gemeindegebiet gliedert sich in die Katastralbezirke Kolín (Ortsteile Kolín I–VI und Šťáralka), Sendražice u Kolína, Štítary u Kolína und Zibohlavy.

## Jüdische Bevölkerung

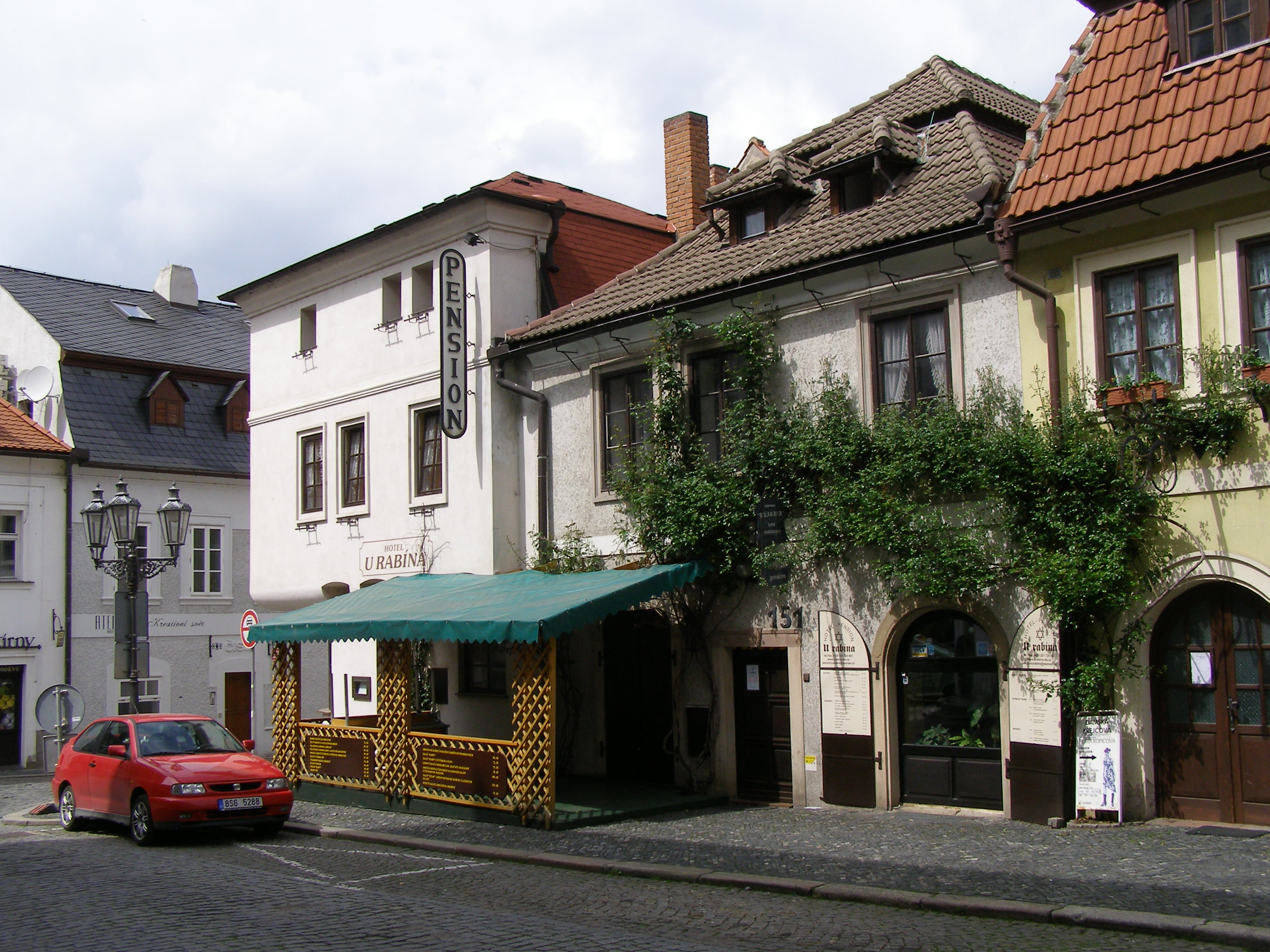
Jüdisches Viertel Na Hradbách / Karoliny Světlé

Jüdische Siedlungen in Kolín werden bereits am Anfang des 14. Jahrhunderts erwähnt. Eine jüdische Gemeinde entstand einige Jahrzehnte später, das jüdische Ghetto ab Ende des 14. Jahrhunderts. Die jüdische Gemeinde in Kolín gilt als eine der bedeutendsten des Landes. 1854 erreichte der Stand der jüdischen Bevölkerung mit ca. 1700 Personen das Maximum, danach sank die Zahl. Nach der Errichtung des Protektorats wurden die meisten Juden aus Kolín, etwa 500 Personen, in Konzentrationslager deportiert, von denen nur wenige überlebten. Die Bemühungen des langjährigen Rabbiners der Stadt, Richard Feder, die Gemeinde nach 1945 wieder zu etablieren, brachten keinen Erfolg, die Gemeinde löste sich in den 1950er Jahren auf.
Die Gemeinde hinterließ in Kolín viele Spuren und Sehenswürdigkeiten. Darunter sind insbesondere:
- Jüdisches Viertel: Das Ghetto, entstanden im 14. Jahrhundert, befand sich zwischen dem Hauptplatz und der Stadtbefestigungsmauer im Westen; zahlreiche Häuser sind bis heute erhalten.[10]
- Synagoge: Die Synagoge befand sich mitten im jüdischen Viertel; sie wurde bis etwa 1955 für Gottesdienste benutzt, heute ist sie ein nationales Kulturdenkmal.[10]
- Alter Jüdischer Friedhof: Friedhof aus dem 15. Jahrhundert mit 2600 teilweise sehr bedeutenden Grabsteinen (Mazewot); Begräbnisse fanden bis 1887 statt.[8]
- Neuer jüdischer Friedhof: Der neue Friedhof wurde 1887 als Ersatz für den alten Friedhof im Viertel Zálabí rechts der Elbe  angelegt; es sind mehrere Hundert Grabsteine vorhanden sowie ein Denkmal für die Holocaust-Opfer.[8]

## Wirtschaft
Die industrielle Produktion umfasst heute einige Betriebe der chemischen und petrochemischen Industrie, der Lebensmittel- und polygraphischen Industrie sowie der Maschinen- und Automobilindustrie.
Seit Februar 2005 befindet sich am nördlichen Stadtrand eine Automobilproduktion des Konsortiums TPCA (Toyota-Peugeot-Citroën Automobile). Am 19. Dezember 2005 wurde das 100.000. Auto gebaut, und am 19. Dezember 2008 das 1.000.000. Auto. Fast die gesamte Produktion wird exportiert.
In Kolin wird ein Heizkraftwerk betrieben, das Braunkohle verfeuert. Am 28. Dezember 2020 kam es zu einer Kohlestaubexplosion in der Förderanlage, der ein Brand folgte.

## Verkehr
Der Nahverkehr in Kolin ist seit 2023 kostenfrei nutzbar.
Kolín liegt an der Bahnstrecke Česká Třebová–Praha, so dass der Bahnhof Praha Masarykovo nádraží in etwa 70 Minuten zu erreichen ist.

## Sehenswürdigkeiten

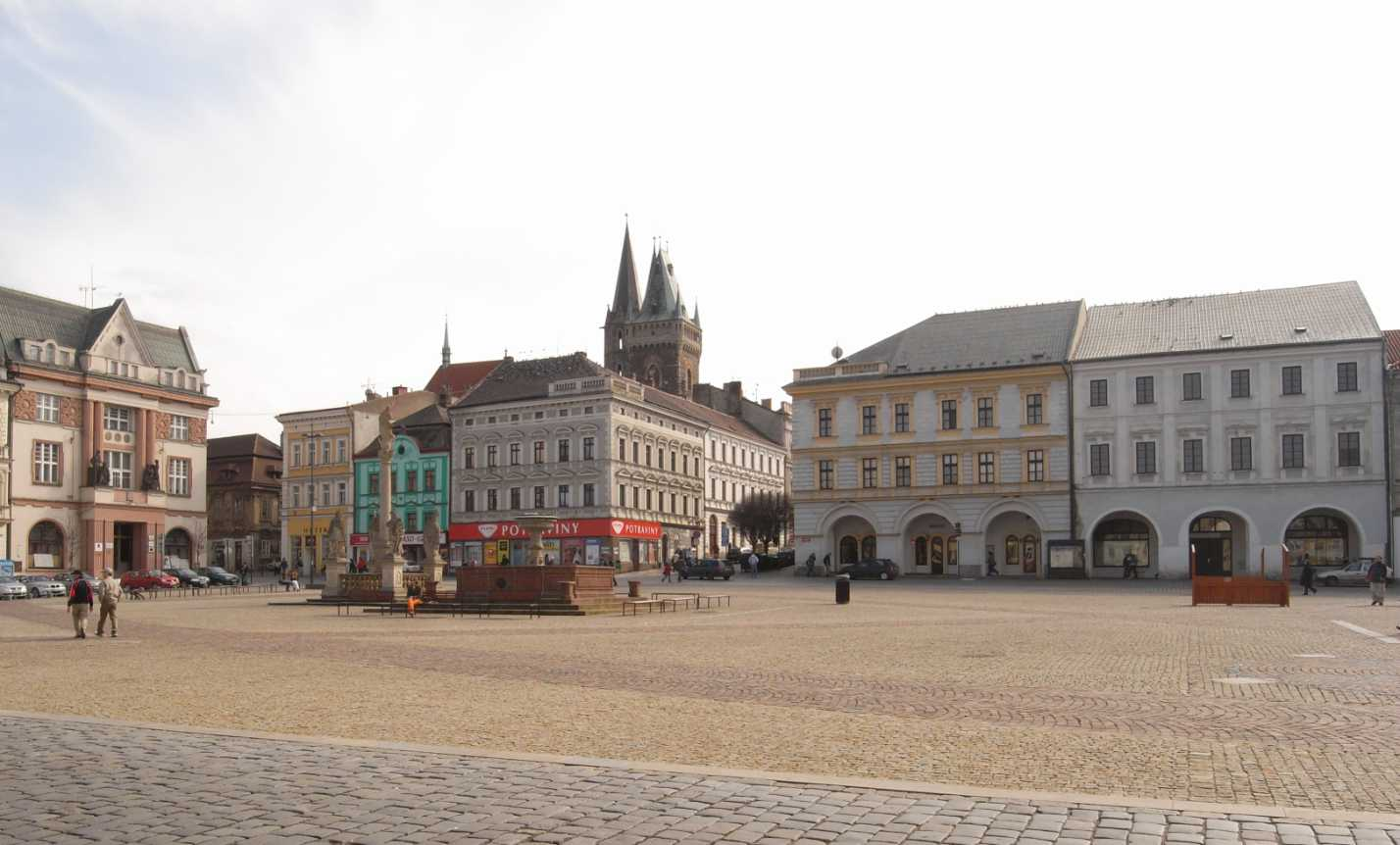
Marktplatz (Karlovo náměstí) mit Kirche St. Bartholomäus

Das historische Stadtzentrum wurde 1989 zum städtischen Denkmalreservat erklärt.
- Karlsplatz und die umliegenden Straßen
- Jüdisches Ghetto mit Synagoge der Jüdischen Gemeinde Kolín
- Der alte jüdische Friedhof von Kolín wurde von 1418 bis 1888 benutzt. Mit etwa 2600 Gräbern ist dies der zweitgrößte und zweitälteste jüdische Friedhof in Böhmen
- Die Bartholomäuskirche aus dem 13. Jahrhundert, erbaut von Peter Parler und restauriert von Josef Mocker. Das Gemälde des Hauptaltars schuf Josef Kramolín.
- Reste des Stadtschlosses einschl. der ehemaligen Schlossbrauerei
- Kolínská řepařská drážka, die älteste Rübenbahn in Tschechien, ist heute eine Museumsbahn

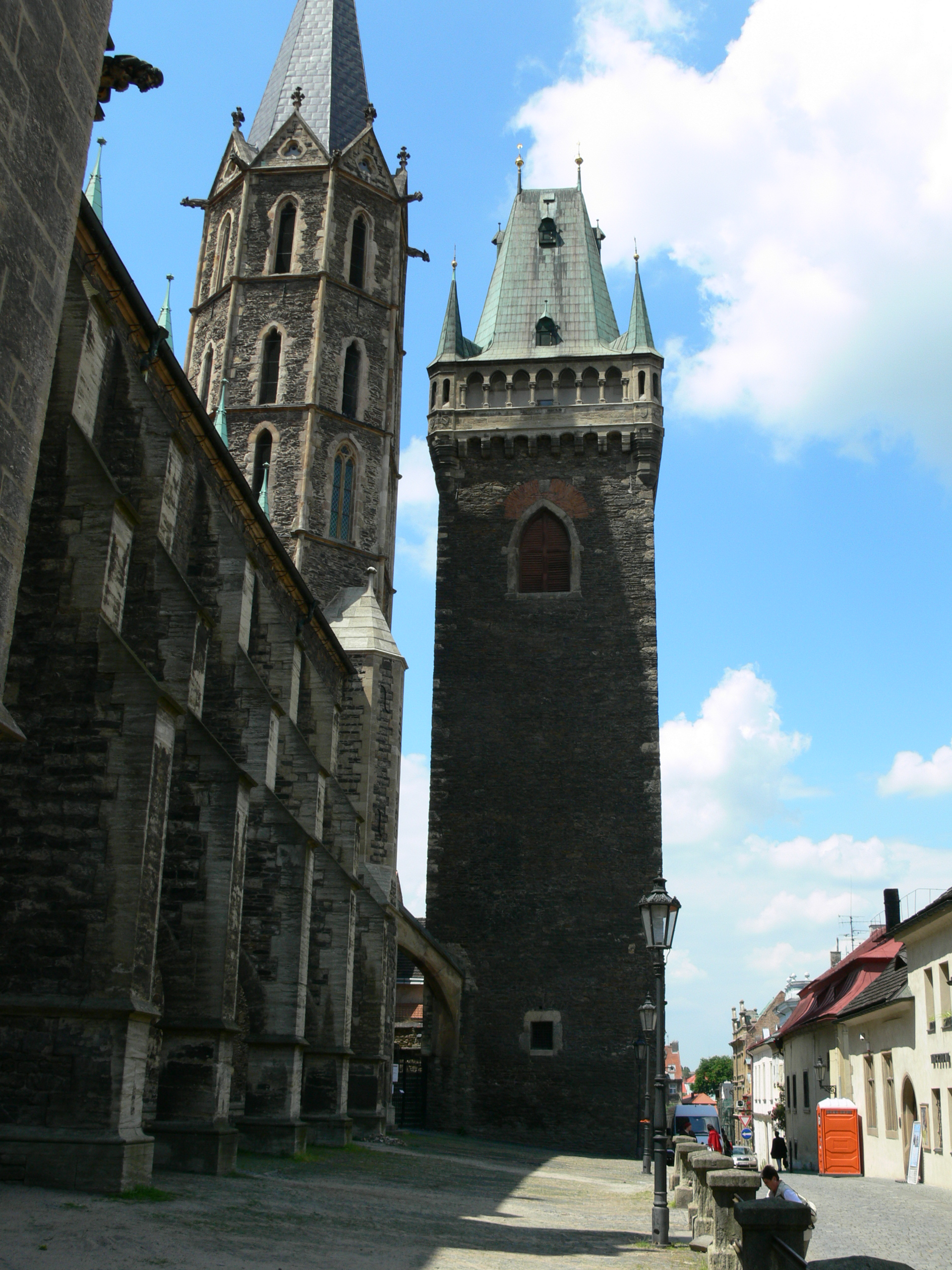
St.-Bartholomäus-Kirche
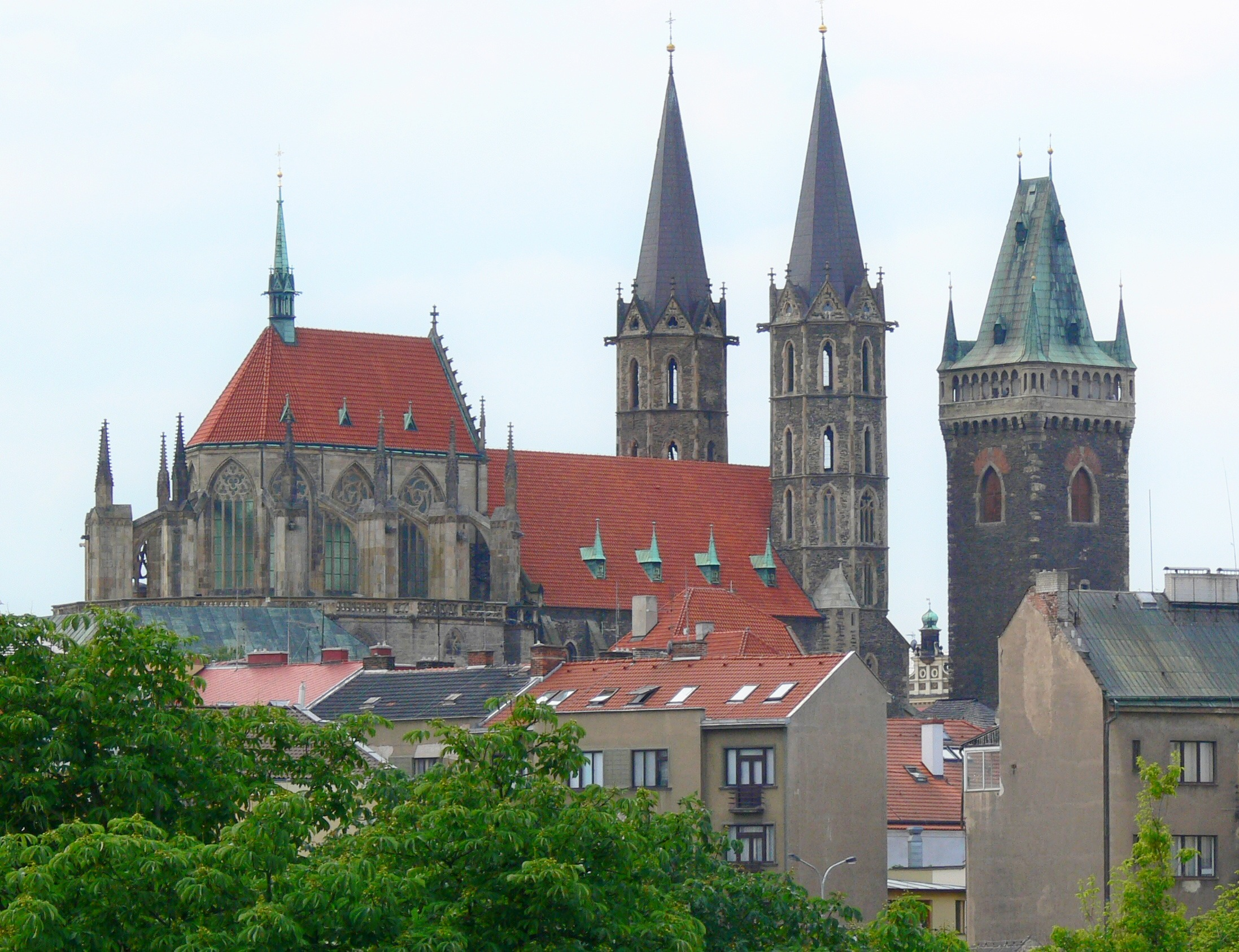
St.-Bartholomäus-Kirche von der Neuen Brücke
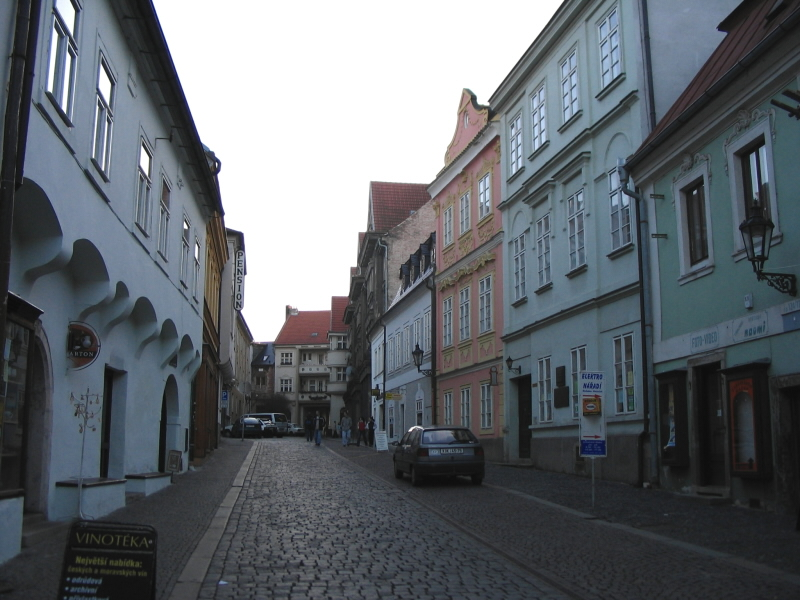
Ehemaliges jüdisches Viertel
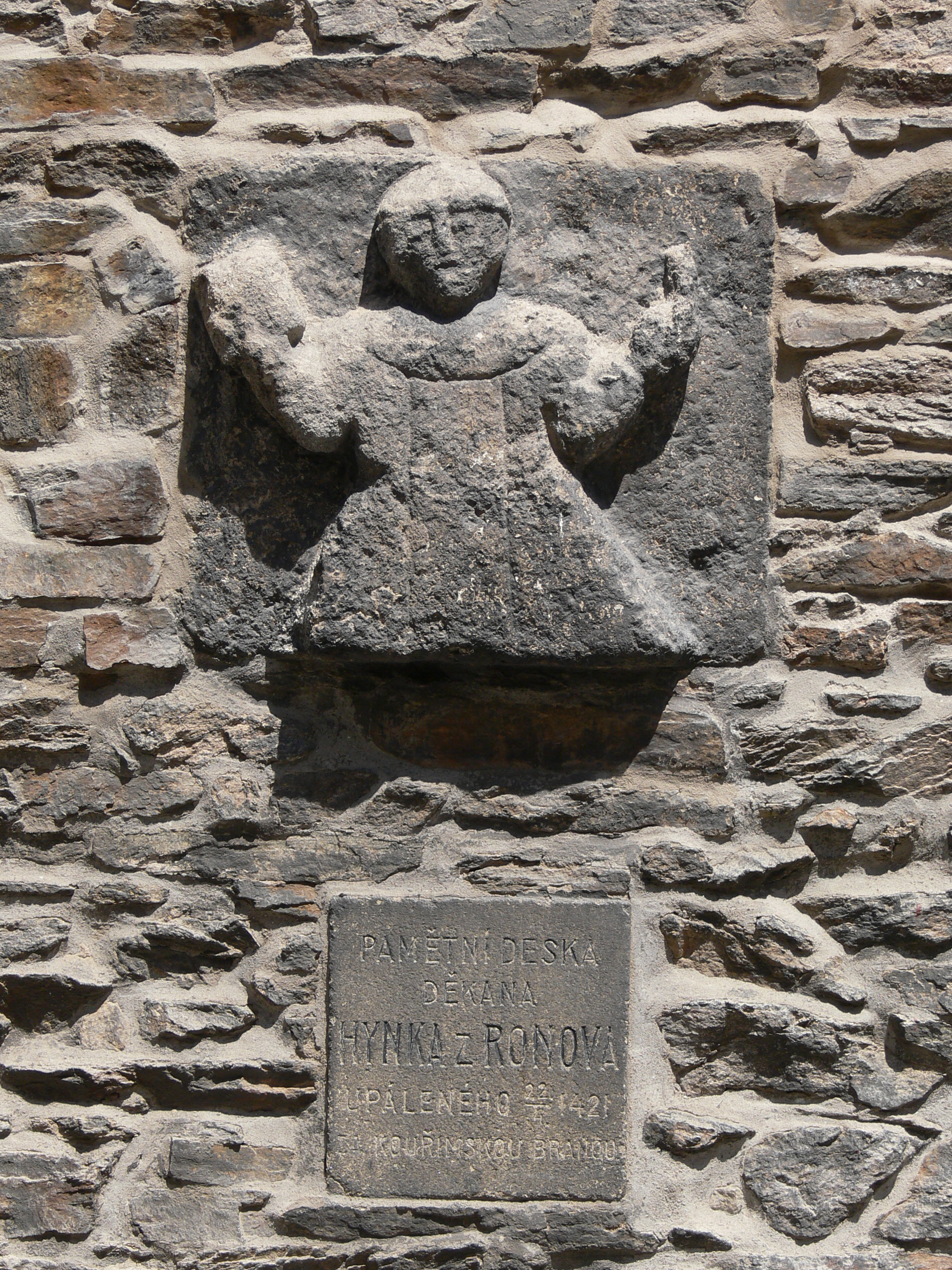
Gedenkstein für den Dekan Hynek von Ronov (1421)
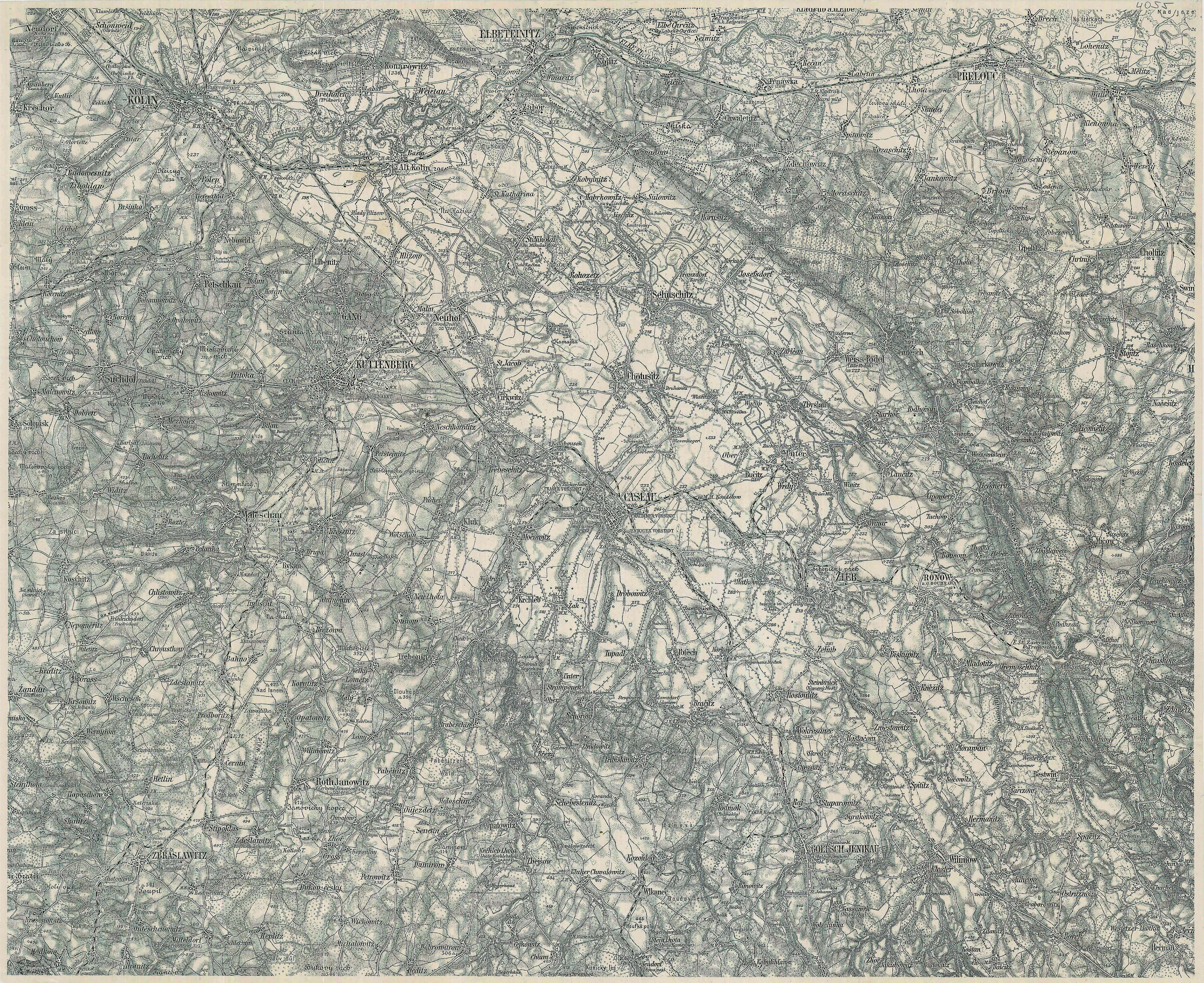
Neu und Alt Kolin an der Elbe (links oben) um 1900, 3. Landesaufnahme

## Sport

Logo des FK Kolín

Kolín ist die Heimatstadt eines der ältesten tschechischen Fußballklubs, des AFK Kolín, der allerdings nur noch im Juniorenbereich aktiv ist. Außerdem ist die Stadt Heimat des FK Kolín, der seit 2014 erneut in der zweithöchsten tschechischen Liga spielt. Bereits in der Saison 2001/02 war der Klub, damals noch unter dem Namen FK Mogul Kolín, zweitklassig gewesen.

## Partnerstädte
- De Ronde Venen, Niederlande
- Dietikon, Schweiz
- Gransee, Deutschland
- Kamenz, Deutschland
- Lubań, Polen
- Rimavská Sobota, Slowakei

## Persönlichkeiten

### Söhne und Töchter der Stadt
- Stephan von Kolin (um 1360–1406), Reformtheologe und 1397/98 Rektor der Karlsuniversität
- Johann Putz von Adlersthurn (1595–1660), böhmischer Beamter
- Joseph Abraham Friedländer (1753–1852), Landrabbiner für das Herzogtum Westfalen und das Fürstentum Wittgenstein
- Jean-Gaspard Deburau (1796–1846), böhmisch-französischer Pantomime
- Vincenc Morstadt (1802–1875), tschechischer Maler und Zeichner
- Bernhard Kraus (1828–1887), österreichischer Arzt
- Josef Popper-Lynkeus (1838–1921), österreichischer Sozialphilosoph, Erfinder und Schriftsteller
- Adolf Petschek (1834–1905), österreichischer Börsenmakler
- Markus Reich (1844–1911), Pädagoge, Gründer einer Taubstummen-Anstalt
- Julius Petschek (1856–1932), deutschböhmischer Großindustrieller und Bankier
- Ignaz Petschek (1857–1934), deutsch böhmischer Großindustrieller
- Josef Svatopluk Machar (1864–1942), Dichter, Prosaist, Satiriker, Publizist, Politiker und Autor der Manifestes Česká moderna sowie Vertreter des kritischen Realismus
- Václav Radimský (1867–1946), tschechischer, impressionistischer Maler
- Georg Petschek (1872–1947), österreichischer Rechtswissenschaftler
- Camill Hoffmann (1878–1944), Schriftsteller und Diplomat
- Lev Borský (1883–1944), tschechischer Journalist und Philosoph
- Otokar Fischer (1883–1938), tschechischer Übersetzer, Literaturwissenschaftler und Dramaturg
- Gisa Picková-Saudková (1883–1943), Schriftstellerin
- Rudolf Kremlička (1886–1932), tschechischer Maler und Graphiker
- Alfons von Czibulka (1888–1969), österreichischer Schriftsteller und Maler
- Josef Sudek (1896–1976), tschechischer Fotograf
- František Weissenstein (1899–1944), tschechischer Opernsänger (Tenor), Holocaustopfer
- Václav Morávek (1904–1942), General und Widerstandskämpfer
- Ludmila Dvořáková (1923–2015), tschechische Opernsängerin (Sopran)
- František Daniel (1926–1996), tschechisch-US-amerikanischer Drehbuchautor, Filmproduzent, Filmregisseur, Dramaturg und Hochschullehrer
- Hana Greenfield (1926–2014), israelische Schriftstellerin, Verlegerin und Überlebende des Holocaust
- Eva Randová (* 1936), tschechische Opernsängerin
- Petr Strobl (1941–2020), Tennisspieler und -trainer
- Jan Havel (* 1942), Eishockeyspieler, Medaillengewinner bei Olympia und Weltmeisterschaften
- František Chochola (1943–2022), tschechisch-deutscher Bildhauer, Illustrator und Medailleur
- Miloš Zeman (* 1944), tschechischer Politiker
- Miloš Jirovský (* 1974), tschechischer Schachspieler
- Bohdan Ulihrach (* 1975), tschechischer Tennisspieler
- Vít Rakušan (* 1978), Bürgermeister der Stadt und Vorsitzender von Starostové a nezávislí
- Michal Kraus (* 1979), tschechischer Handballspieler, Nationalspieler
- Martin Prachař (* 1979), tschechischer Handballspieler
- Barbora Poláková (* 1983), tschechische Schauspielerin und Sängerin
- Irena Martínková (* 1986), tschechische Fußballspielerin
- Lucie Martínková (* 1986), tschechische Fußballspielerin
- Kateřina Šafránková (* 1989), Hammerwerferin

### Weitere Persönlichkeiten
- Peter Parler (1330 oder 1333–1399), Architekt und Dombaumeister
- Bedřich Hrozný (1879–1952), tschechischer Linguist und Orientalist
- Ambrož Hradecký († 1439), tschechischer hussitischer Priester und Politiker
- František Kmoch (1848–1912), Komponist